# Vince Carter
Vincent Lamar Carter (Daytona Beach, Florida, 26 januari 1977) is een Amerikaans voormalig basketbalspeler uit de NBA.

## Carrière
Vince studeerde aan de universiteit van North Carolina, en speelde aldaar met Division 1 collegeteam de "North Carolina Tarheels". Hij speelde collegebasketbal voor de Tarheels van 1995 tot 1998. In 1998 nam hij deel aan de NBA draft waar hij als vijfde werd gekozen in de eerste ronde door de Golden State Warriors. Hij werd de dag zelf nog geruild naar de Toronto Raptors samen met een geldsom voor Antawn Jamison. Op de Olympische Spelen van 2000 was Carter topscorer voor de Verenigde Staten, dat goud meenam naar huis. Hij speelde zes seizoenen en een half voor de Raptors voordat hij geruild werd naar de New Jersey Nets in 2004 voor Alonzo Mourning, Aaron Williams, Eric Williams en twee draftpicks.
Op 25 juni 2009 werd hij geruild naar de Orlando Magic samen met Ryan Anderson voor Courtney Lee, Rafer Alston en Tony Battie. Hij speelde bij de Magic voor anderhalf seizoen en maakte het tweede seizoen uit bij de Phoenix Suns. In de ruil met Phoenix trok hij samen met Marcin Gortat, Mickaël Piétrus, een geldsom en een draftpick naar Phoenix en Earl Clark, Jason Richardson en Hedo Türkoğlu maakten de omgekeerde beweging. In december 2011 werd zijn contract ontbonden, hij tekende een paar dagen later een contract bij de Dallas Mavericks. Hij speelde drie seizoen bij Dallas waarna zijn contract niet verlengd werd. Op 12 juli 2014 tekende hij bij de Memphis Grizzlies. Op 10 juli 2017 tekende hij een contract voor een jaar bij de Sacramento Kings. Op 24 augustus 2018 tekende hij een contract voor een jaar bij de Atlanta Hawks tot 2020toen hij stopte met professioneel basketbal.

## Erelijst
- NBA All-Star: 2000, 2001, 2002, 2003, 2004, 2005, 2006, 2007
- NBA Rookie of the Year: 1999
- NBA All-Rookie First Team: 1999
- All-NBA Second Team: 2001
- All-NBA Third Team: 2000
- Slam Dunk-kampioen in 2000
- Olympische Spelen: 2000
- FIBA AmeriCup: 2003
- Twyman–Stokes Teammate of the Year Award: 2016
- NBA Sportsmanship Award: 2020

## Privéleven
Hij is de neef van Tracy McGrady, die samen met hem bij de Toronto Raptors heeft gespeeld.

## Statistieken

### Regulier seizoen
| Seizoen  | Team              | WG    | WS  | MPW  | 2P%  | 3P%  | FW%  | RPW | APW | SPW | BPW | PPW  |
| -------- | ----------------- | ----- | --- | ---- | ---- | ---- | ---- | --- | --- | --- | --- | ---- |
| 1998/99  | Toronto Raptors   | 50    | 49  | 35,2 | 45,0 | 28,8 | 76,1 | 5,7 | 3,0 | 1,1 | 1,5 | 18,3 |
| 1999/00  | Toronto Raptors   | 82    | 82  | 38,1 | 46,5 | 40,3 | 79,1 | 5,8 | 3,9 | 1,3 | 1,1 | 25,7 |
| 2000/01  | Toronto Raptors   | 75    | 75  | 39,7 | 46,0 | 40,8 | 76,5 | 5,5 | 3,9 | 1,5 | 1,1 | 27,6 |
| 2001/02  | Toronto Raptors   | 60    | 60  | 39,8 | 42,8 | 38,7 | 79,8 | 5,2 | 4,0 | 1,6 | 0,7 | 24,7 |
| 2002/03  | Toronto Raptors   | 43    | 42  | 34,2 | 46,7 | 34,4 | 80,6 | 4,4 | 3,3 | 1,1 | 1,0 | 20,6 |
| 2003/04  | Toronto Raptors   | 73    | 73  | 38,2 | 41,7 | 38,3 | 80,6 | 4,8 | 4,8 | 1,2 | 0,9 | 22,5 |
| 2004/05  | Toronto Raptors   | 20    | 20  | 30,4 | 41,1 | 32,2 | 69,4 | 3,3 | 3,1 | 1,3 | 0,8 | 15,9 |
| 2004/05  | New Jersey Nets   | 57    | 56  | 38,9 | 46,2 | 42,5 | 81,7 | 5,9 | 4,7 | 1,5 | 0,6 | 27,5 |
| 2005/06  | New Jersey Nets   | 79    | 79  | 36,8 | 43,0 | 34,1 | 79,9 | 5,8 | 4,3 | 1,2 | 0,7 | 24,2 |
| 2006/07  | New Jersey Nets   | 82    | 82  | 38,1 | 45,4 | 35,7 | 80,2 | 6,0 | 4,8 | 1,0 | 0,4 | 25,2 |
| 2007/08  | New Jersey Nets   | 76    | 72  | 38,9 | 45,6 | 35,9 | 81,6 | 6,0 | 5,1 | 1,2 | 0,4 | 21,3 |
| 2008/09  | New Jersey Nets   | 80    | 80  | 36,8 | 43,7 | 38,5 | 81,7 | 5,1 | 4,7 | 1,0 | 0,5 | 20,8 |
| 2009/10  | Orlando Magic     | 75    | 74  | 30,8 | 42,8 | 36,7 | 84,0 | 3,9 | 3,1 | 0,7 | 0,2 | 16,6 |
| 2010/11  | Orlando Magic     | 22    | 22  | 30,2 | 47,0 | 34,6 | 74,7 | 4,1 | 2,9 | 0,9 | 0,1 | 15,1 |
| 2010/11  | Phoenix Suns      | 51    | 41  | 27,2 | 42,2 | 36,6 | 73,5 | 3,6 | 1,6 | 0,9 | 0,3 | 13,5 |
| 2011/12  | Dallas Mavericks  | 61    | 40  | 25,3 | 41,1 | 36,1 | 82,6 | 3,4 | 2,3 | 0,9 | 0,4 | 10,1 |
| 2012/13  | Dallas Mavericks  | 81    | 3   | 25,8 | 43,5 | 40,6 | 81,6 | 4,1 | 2,4 | 0,9 | 0,5 | 13,4 |
| 2013/14  | Dallas Mavericks  | 81    | 0   | 24,4 | 40,7 | 39,4 | 82,1 | 3,5 | 2,6 | 0,8 | 0,4 | 11,9 |
| 2014/15  | Memphis Grizzlies | 66    | 1   | 16,5 | 33,3 | 29,7 | 78,9 | 2,0 | 1,2 | 0,7 | 0,2 | 5,8  |
| 2015/16  | Memphis Grizzlies | 60    | 3   | 16,8 | 38,8 | 34,9 | 83,3 | 2,4 | 0,9 | 0,6 | 0,3 | 6,6  |
| 2016/17  | Memphis Grizzlies | 73    | 15  | 24,6 | 39,4 | 37,8 | 76,5 | 3,1 | 1,8 | 0,8 | 0,5 | 8,0  |
| 2017/18  | Sacramento Kings  | 58    | 5   | 17,7 | 40,3 | 34,5 | 75,7 | 2,6 | 1,2 | 0,7 | 0,4 | 5,4  |
| 2018/19  | Atlanta Hawks     | 76    | 9   | 17,5 | 41,9 | 38,9 | 71,2 | 2,6 | 1,1 | 0,6 | 0,4 | 7,4  |
| 2019/20  | Atlanta Hawks     | 60    | 0   | 14,6 | 35,2 | 30,2 | 79,3 | 2,1 | 0,8 | 0,4 | 0,4 | 5,0  |
| Carrière | Carrière          | 1,541 | 983 | 30,7 | 43,7 | 37,4 | 79,8 | 4,4 | 3,2 | 1,0 | 0,6 | 16,7 |
| All Star | All Star          | 7     | 5   | 18,0 | 47,7 | 37,5 | 60,0 | 2,6 | 1,9 | 0,9 | 0,1 | 10,1 |

### Play-offs
| Seizoen  | Team              | WG | WS | MPW  | 2P%  | 3P%  | FW%   | RPW | APW | SPW | BPW | PPW  |
| -------- | ----------------- | -- | -- | ---- | ---- | ---- | ----- | --- | --- | --- | --- | ---- |
| 1999/00  | Toronto Raptors   | 3  | 3  | 39,7 | 30,0 | 10,0 | 87,1  | 6,0 | 6,3 | 1,0 | 1,3 | 19,3 |
| 2000/01  | Toronto Raptors   | 12 | 12 | 44,9 | 43,6 | 41,0 | 78,4  | 6,5 | 4,7 | 1,7 | 1,7 | 27,3 |
| 2004/05  | New Jersey Nets   | 4  | 4  | 44,8 | 36,5 | 31,6 | 86,1  | 8,5 | 5,8 | 2,3 | 0,0 | 26,8 |
| 2005/06  | New Jersey Nets   | 11 | 11 | 40,9 | 46,3 | 24,1 | 79,6  | 7,0 | 5,3 | 1,8 | 0,5 | 29,6 |
| 2006/07  | New Jersey Nets   | 12 | 12 | 40,6 | 39,6 | 38,9 | 69,3  | 6,8 | 5,3 | 0,9 | 0,6 | 22,3 |
| 2009/10  | Orlando Magic     | 14 | 14 | 34,4 | 40,2 | 23,5 | 82,6  | 4,2 | 2,3 | 0,9 | 0,2 | 15,5 |
| 2011/12  | Dallas Mavericks  | 4  | 0  | 26,8 | 29,3 | 30,0 | 75,0  | 5,5 | 0,3 | 1,2 | 0,5 | 8,3  |
| 2013/14  | Dallas Mavericks  | 7  | 0  | 27,1 | 45,6 | 48,4 | 78,6  | 3,6 | 2,4 | 0,4 | 0,3 | 12,6 |
| 2014/15  | Memphis Grizzlies | 11 | 0  | 17,8 | 40,3 | 25,0 | 88,9  | 4,3 | 1,0 | 0,6 | 0,2 | 6,3  |
| 2015/16  | Memphis Grizzlies | 4  | 4  | 22,8 | 45,5 | 70,0 | 100,0 | 3,8 | 1,3 | 0,5 | 0,3 | 11,3 |
| 2016/17  | Memphis Grizzlies | 6  | 6  | 32,5 | 47,6 | 40,0 | 100,0 | 3,3 | 1,5 | 0,3 | 0,0 | 9,2  |
| Carrière | Carrière          | 88 | 66 | 34,5 | 41,6 | 33,8 | 79,6  | 5,4 | 3,4 | 1,1 | 0,5 | 18,1 |